# Вараський автобус
Вараський автобус — система громадського транспорту міста Вараш. Основним перевізником є комунальне підприємство «Благоустрій», а також приватні перевізники. Система складається з міських маршрутів. Станом на 2020 рік в місті діє 5 маршрутів (з них 3 комунальних).

## Історія
У XX столітті почали діяти міські маршрути, з них деякі збереглися понині.
Комунальне підприємство «Благоустрій» закуповує автобуси для нових маршрутів. Так призначені маршрути № 7, 8 та 9 Рухомим складом підприємства є Ataman А092H6 (3 од.), Mercedes-Benz Sprinter 412D (1 од.) і БАЗ А08110 «Волошка» (1 од.).
З 3 лютого 2018 року почав курсувати новий маршрут № 8.
З 18 березня по 14 липня 2020 року через пандемію COVID-19, у місті курсував лише спеціальний транспорт для перевезення людей на роботи.
З 15 липня 2020 року відновлена робота громадського транспорту у період карантину.
З 11 вересня 2020 року почав курсувати новий маршрут № 9.
З 28 грудня 2020 року маршрут № 9 змінив маршрут, що кінцева станція стала "Дачі".
В травні 2021 року відбувся конкурс щодо перевізника на маршрут № 6, але до 24 травня того ж року не заявився жоден перевізник. Причина полягає у тому, що цей маршрут нерентабельний через карантинні обмеження, запроваджені КМУ
З 11 січня 2023 року є можливість відстежити рух на одній із програм. Того ж дня для маршруту № 7 було додано зупинку "Ювілейний 11".
16 червня 2023 року було відновлено маршрут № 6.

## Маршрути
| № | Початковий пункт      | Прямує через | Кінцевий пункт         | Перевізник                            | Примітки   |
| - | --------------------- | ------------ | ---------------------- | ------------------------------------- | ---------- |
| 2 | Автовокзал            |              | Мікрорайон «Ювілейний» | ФОП Лишканець Сергій Іванович         | Скасований |
| 3 | Хлібзавод             | Автовокзал   | Собор                  | ФОП Лишканець Сергій Іванович         | Скасований |
| 4 | Собор                 |              | РАЕС                   | ФОП Лишканець Сергій Іванович         | Скасований |
| 6 | Собор                 |              | Зупинний пункт Вараш   | ФОП Сніжко Павло Ростиславович        |            |
| 7 | Реабілітаційний центр |              | Автовокзал             | Комунальне підприємство «Благоустрій» |            |
| 8 | Хлібзавод             |              | Автовокзал             | Комунальне підприємство «Благоустрій» |            |
| 9 | Благоустрій           |              | Дачі                   | Комунальне підприємство «Благоустрій» |            |

Актуальні маршрути на сайті Вараської міської ради.